# مجاور أحمد زيار
مجاور أحمد زيار (بالبشتوية: مجاور احمد زيار)‏ هو لساني وكاتب ومؤرخ أفغاني.

## النشأة والتعليم
ولد زيار عام 1937 في ولاية ننكرهار بأفغانستان. أكمل تعليمه الابتدائي في مدرسة محلية وتخرج من المدرسة الثانوية في كابل. بعد تخرجه من المدرسة الثانوية، التحق مجاور أحمد بكلية اللغة والآداب بجامعة كابل عام 1959. تخرج بعد 3 سنوات وبدأ العمل في الكلية نفسها. في عام 1966، ذهب إلى برن بسويسرا حيث حصل على درجتي الماجستير والدكتوراه من جامعة برن.

## التدريس
من عام 1984 إلى عام 1986، درّس زيار كأستاذ زائر في جامعة هومبولت في برلين بألمانيا. من 1994 إلى 1996، عمل أستاذاً زائراً في جامعة بشاور في قسم البشتوية. انتقل إلى أكسفورد في عام 1996 وعاش مع عائلته في المدينة منذ ذلك الحين. في السنوات العشرين الماضية، أصبح شخصية محترمة على نطاق واسع في مجاله وأجرى بحثًا أكاديميًا لجامعة أكسفورد، وجامعة كامبريدج، بينما كان أيضًا مستشارًا للعديد من المنشورات حول آسيا الوسطى والتاريخ الفارسي.

## المؤلفات
ألّف زيار أكثر من 50 كتابا (بما في ذلك القواميس والقصائد).

## روابط خارجية
- Yoon, Ismail, Zyar - De Pashtanay Farhang Yaw Zaland Storai (استاد زیار - د پښتني فرهنګ یو ځلاند ستوری)